# کمال‌آباد (اصفهان)
کمال‌آباد (اصفهان)، روستایی از توابع بخش جرقویه علیا شهرستان اصفهان در استان اصفهان ایران است.این روستا در فاصله ۴۰ کیلومتری جنوب شهرستان ورزنه واقع شده است.

## جمعیت
این روستا در دهستان جرقویه علیا قرار دارد و براساس سرشماری مرکز آمار ایران در سال ۱۳۸۵، جمعیت آن ۱٬۵۵۸ نفر (۴۲۹خانوار) بوده‌است.